# Spirobolus sulcatus
Spirobolus sulcatus är en mångfotingart som beskrevs av Voges 1878. Spirobolus sulcatus ingår i släktet Spirobolus och familjen Spirobolidae. Inga underarter finns listade i Catalogue of Life.